# جی‌تی‌اس فینجت
جی‌تی‌اس فینجت (به انگلیسی: GTS Finnjet) یک کشتی بود که طول آن ۲۱۲٫۹۶ متر (۶۹۸ فوت ۸ اینچ) بود. این کشتی در سال ۱۹۷۶ ساخته شد.